# Юхары-Сеидахмедли
Юхары-Сеидахмедли (азерб. Yuxarı Seyidəhmədli) — село в Физулинском районе Азербайджана, в 9 км к востоку от города Физули.
В ходе Первой карабахской войны село в 1993 году перешло под контроль непризнанной Нагорно-Карабахской Республики и впоследствии, согласно её административно-территориальному делению, было включено в состав Мартунинского района НКР. 7 ноября 2020 года Президент Азербайджана Ильхам Алиев объявил, что в ходе боевых действий в Нагорном Карабахе азербайджанская армия вернула контроль над селом. По сообщениям азербайджанской стороны, в период оккупации армяне полностью срыли сельское кладбище и превратили его в посевную зону.
Близ Юхары-Сеидахмедли расположен мавзолей Ибрагима (XVIII век).